# クヴィスリング政権

国民政府
Den nasjonale regjering (ノルウェー語)

ノルウェーの位置（1942年）

クヴィスリング政権（クヴィスリングせいけん）は、第二次世界大戦中のノルウェーの親独政権である。国民連合の党首ヴィドクン・クヴィスリングを首相とする傀儡政権であった。1945年のドイツの敗戦により崩壊した。

## クヴィスリングのクーデター

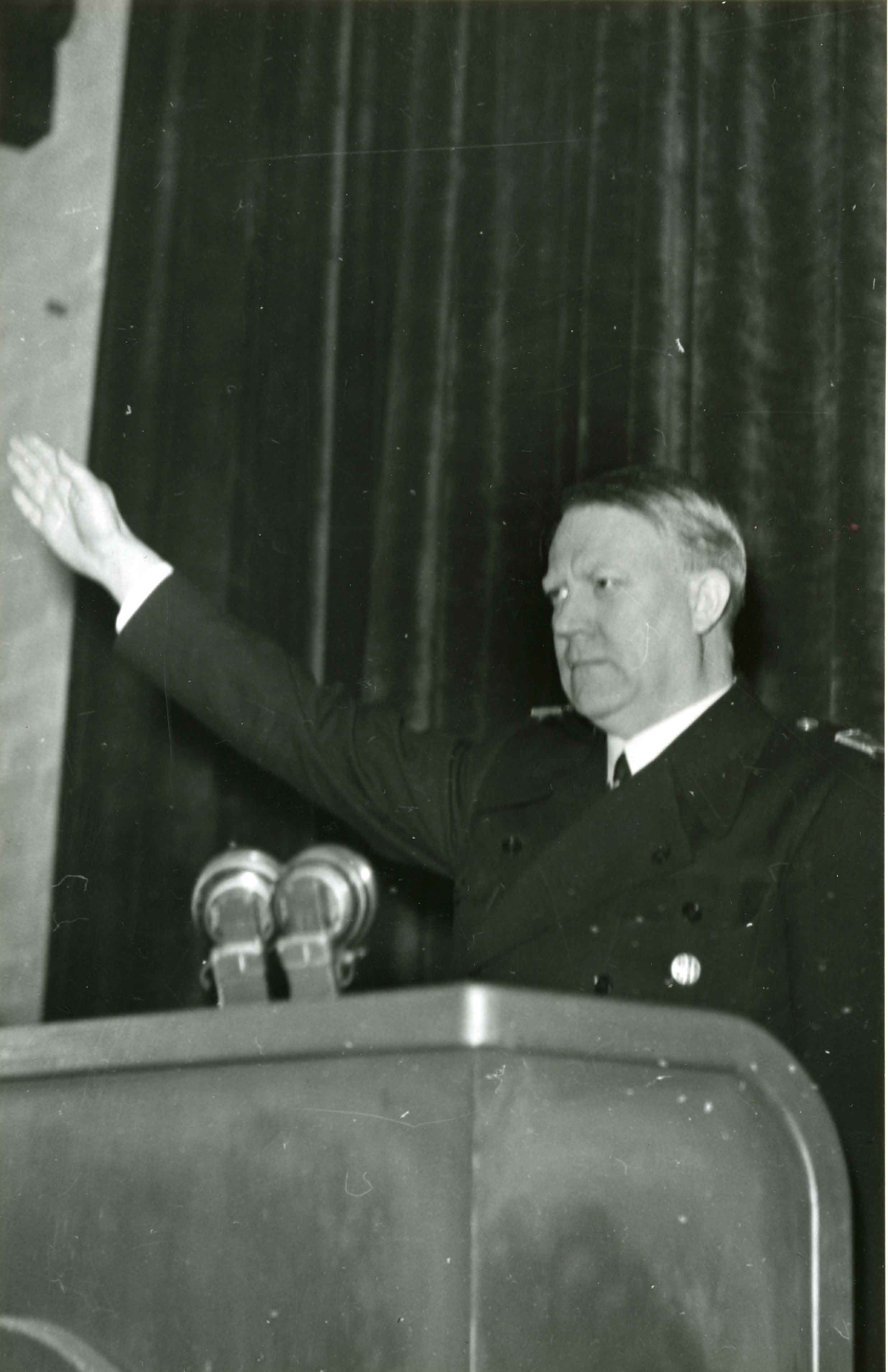
ヴィドクン・クヴィスリング

1940年4月9日、ナチス・ドイツのノルウェー侵攻に呼応し、ヴィドクン・クヴィスリング率いる国民連合はクーデターを実行した。
午後7時32分、ノルウェー放送協会を占拠したクヴィスリングは、自身を首相とする臨時政府の樹立を宣言し、ドイツ軍に対する一切の抵抗を止めるように呼びかけると同時に、「首相のヨハン・ニューゴースヴォルは抵抗を放棄し逃げ出した」と告げた。実際は、ドイツ軍への抵抗を続けるためにエルベルムに退避しただけだったが、クヴィスリングはその事実を告げず「政権を放棄した」と主張し、後継政府としてドイツ軍との交渉を開始した。
翌10日、ノルウェー駐在ドイツ大使のクルト・ブロイアーはエルベルムに退避したノルウェー国王ホーコン7世に謁見し、オスロに戻りクヴィスリング政権を承認するように要求した。しかし、この時点でクヴィスリングのクーデターの情報がエルベルムにも届いており、ホーコン7世は「オスロに戻れば、クヴィスリングを直ちに解任するだろう」と告げ要求を拒否した。ノルウェー政府もクヴィスリングの首相任命を拒否するようにホーコン7世に助言し、交渉は決裂した。クヴィスリングはニューゴースヴォルを逮捕するように命令したが、エルベルムの司法当局はこの命令を無視した。また、オスロの警察を掌握しようとする試みも、警視総監クリスチャン・ヴェルハーヴェンに拒否され失敗した。
クヴィスリングは、ドイツ軍からの援助があったにもかかわらず全土の掌握に失敗し、4月15日には行政評議会の発足に伴い、首相を解任された。行政評議会はノルウェー最高裁判所のメンバーによって構成され、ノルウェーの財界人やブロイアーの支持を受けていた。

## テアボーフェンの統治

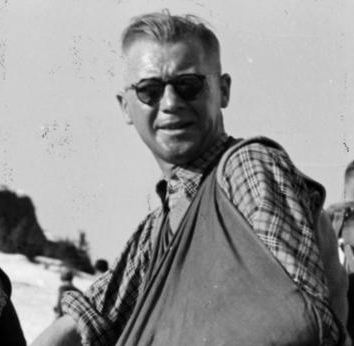
ヨーゼフ・テアボーフェン

1940年4月24日、ヨーゼフ・テアボーフェンがノルウェー担当国家弁務官に任命され、ブロイアー大使に代わってノルウェーの統治を一任されることになった。テアボーフェンは国民連合以外の政党活動を禁止し、ホーコン7世とニューゴースヴォル内閣の権限の無効を宣言した。また、9月25日には行政評議会に代わり、国民連合の党員11人を暫定評議員に任命し、ノルウェー統治を補佐させた。暫定評議員は内閣を構成しなかったが、ドイツ側には将来的に国民連合政権を発足させるための下準備という意図があった。
クヴィスリングは暫定評議会議長に就任し、国民連合の党員は彼に忠誠を宣誓することを強いられたが、大半の党員はクヴィスリングの理念に共感していたため、宣誓を受け入れた。暫定評議会は警察組織を再編し指揮下に置き、同時に労働義務の導入、労働市場の改革、刑法・司法制度の改革を通してナチズムの導入を推し進め、1941年9月25日にはテアボーフェンによって「閣僚」を名乗ることを許可された。

## クヴィスリング内閣

### クヴィスリングの統治

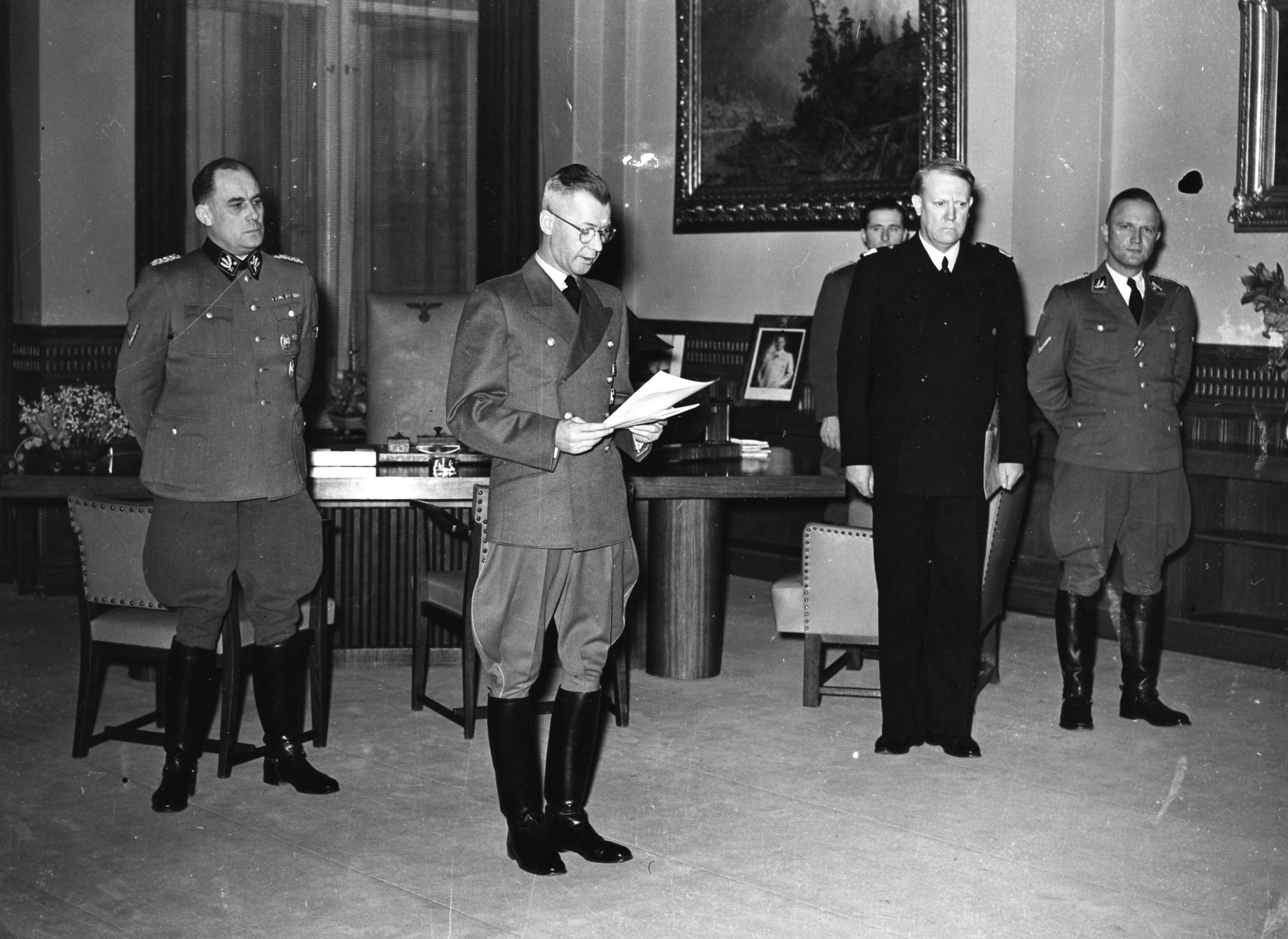
テアボーフェンによって首相に任命されるクヴィスリング

1942年2月1日、アドルフ・ヒトラーの指示によりクヴィスリングが首相に任命され、国王と議会の権限を掌握した。当初、ヒトラーはクヴィスリング内閣発足と同時に主権を移譲するつもりだったが、1942年1月に方針を転換し、テアボーフェンを国家弁務官に留任させることに決定した。クヴィスリング政権には多くの権限が付与され、ドイツの占領当局として機能するが、テアボーフェンには逆らえず、傀儡政権に過ぎなかった。クヴィスリングは自身の内閣を「ノルウェー独立に向けた第一歩」と述べている。クヴィスリングは王宮に政府を移すと、公印に刻まれている「ホーコン7世」の部分を削り取った。
政権発足後、クヴィスリングは1814年から1851年にかけて旧憲法で定められていたユダヤ人の入国禁止措置を復活させた。また、2月5日には「国家青少年法」「教員法」を制定するが、抑圧を受けた教員と教会による大規模な抵抗運動に発展した。クヴィスリングは警察を動員して抵抗運動を鎮圧し、拘束した1,100人の教員をドイツの強制収容所に送り、500人をキルケネスに送り強制労働に従事させた。
クヴィスリングはドイツと平和条約を締結してドイツ軍を撤退させ、自身の下でノルウェーの独立を回復した後、防共協定に加盟し枢軸国の一員となることを望んでいた。そのため、ヒトラーに対し、テアボーフェンを国家弁務官から解任して主権を移譲するように何度も働きかけたが、受け入れられることはなかった。また、ドイツの支配によらない共通通貨と単一市場によるヨーロッパ連合の構想を抱いており、2月28日に構想の実現のためにヒトラーとベルリンで会談し、1945年1月までの間に13回会談している。しかし、ヒトラーはドイツを中心とした大ゲルマン帝国の構想を抱いていたため、クヴィスリングの提案を拒否したが、戦争が終結した際にはノルウェーに主権を移譲することを約束している。

### 領土構想

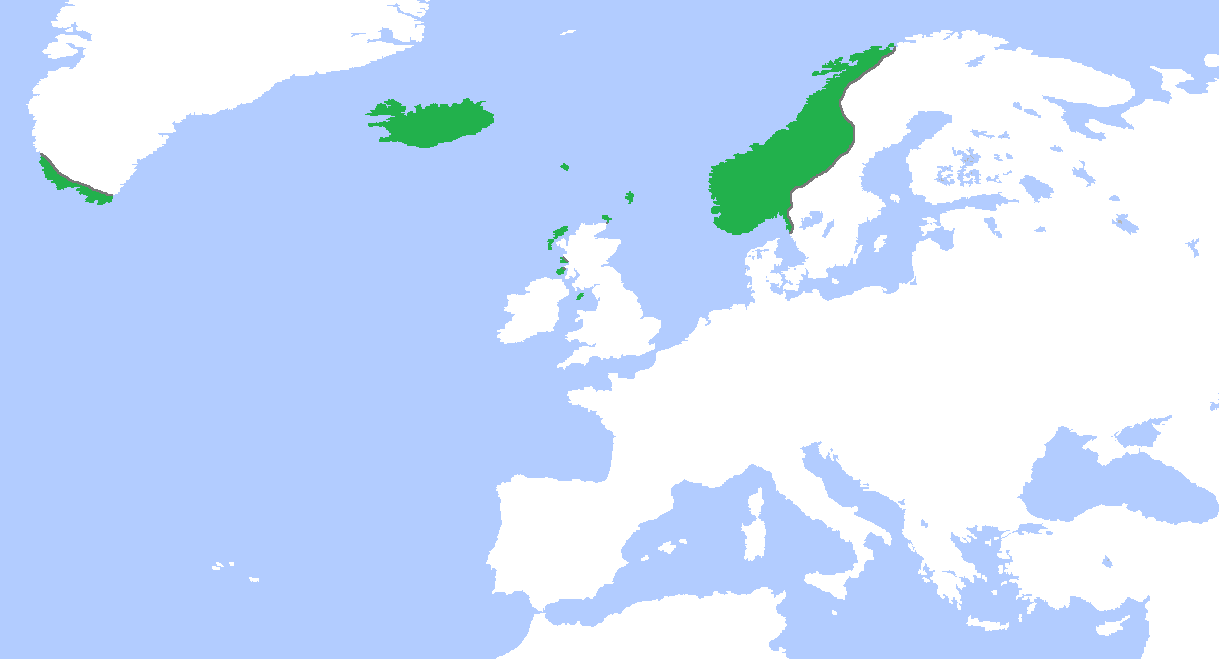
ホールファグレ朝の最大領域

クヴィスリングはノルウェーの領土拡大を求め、コラ系ノルウェー人のいるコラ半島を併合する構想を抱いていた。領土構想はフィンランド北部まで拡大したが、実現するためにはコラ半島の住民たちの支持を得る必要があった。また、国民連合幹部のグルブラント・ルンデは北極と南極（ドロンニング・モード・ランド）の領有を主張した。
後にはスウェーデンの併合も掲げるようになり、1944年3月にノルウェー駐留ドイツ軍参謀長のルドルフ・バムラーと会談し、バルト海からスウェーデンを攻撃することを提案した。クヴィスリングの提案はバムラーを通して、国防軍最高司令部作戦部長アルフレート・ヨードルと親衛隊全国指導者ハインリヒ・ヒムラーに伝えられた。
最終的に、領土構想はホールファグレ朝の最大領域の復活まで広がった。クヴィスリングは1941年にグリーンランド侵攻作戦を計画したが、ドイツ側から実現不可能な作戦として却下されている。

### 崩壊
1945年5月9日、ドイツの降伏を受け、クヴィスリングはモラゲート19番地の警察本部で降伏を宣言した。降伏後、クヴィスリングは裁判に掛けられ、9月10日に死刑判決を受け、10月24日に銃殺刑が執行された。クヴィスリング内閣の閣僚も同時期に裁判に掛けられ、それぞれ有罪判決を受け、政権は崩壊した。
現代のノルウェーでは、傀儡政権を率いたクヴィスリングの名前は「売国奴」の代名詞として用いられている。

### 閣僚一覧
特記のない人物の在任期間は1942年 - 1945年
- 首相 - ヴィドクン・クヴィスリング
- 農業大臣 - ソースタイン・フレトハイム（英語版）（1942年 - 1945年）、トリグベ・デリー・ロウランツォン（英語版）（1945年）
- 党務担当大臣 - ロルフ・ヨルゲン・フレサング（英語版）
- 内務大臣 - アルベルト・ヴィルヤム・ハーゲリン（英語版）（1942年 - 1944年）、アーヴィド・ワスボッテン（1944年 - 1945年）
- 労働大臣 - トールモブ・クリストファー・フルタブ（英語版）（1942年 - 1944年）、ハンス・スカルファゲン（英語版）（1944年 - 1945年）
- 運輸大臣 - クイド・スタブ・イルゲンス（英語版）（1942年 - 1944年）
- 警察大臣 - ヨナス・リー（英語版）
- 社会大臣 - ヨハン・アンドレアス・リッペスタッド（英語版）
- 経済大臣 - フレデリック・プライツ（英語版）（1942年 - 1945年）、パー・フォン・ハーシュ（英語版）（1945年）
- 司法大臣 - スヴェリ・リズネス（英語版）
- 教会・教育大臣 - ラグナー・スカンケ（英語版）
- 労働供給・スポーツ大臣 - アクセル・ヘイベルグ・スタング（英語版）
- 貿易・供給大臣 - エイヴィンド・ブレハー（英語版）（1942年 - 1944年）
- 文化大臣 - ロルフ・ヨルゲン・フグレサング（英語版）
- 無任所大臣 - アルフ・ホイスト（英語版）（1943年 - 1945年）
- 商務大臣（貿易・供給省と運輸省を統合） - アルフ・ホイスト（1944年 - 1945年）

## 対独協力
ドイツ軍の占領は、他の占領地域ほど残忍ではなかったが、1940年に戦闘が決着した後、レジスタンスの参加者約3万人が投獄され1万7千人が栄養失調、虐待などで死亡した。ノルウェーは、対ソ戦略で重要な位置を占め、北大西洋での攻撃基地だった。ドイツの軍需産業は同国の貴金属を大いに活用し鮮魚と水産物の流通を押さえていた。多くのノルウェーの企業もドイツ軍と契約を結び、数千人の労働者がドイツ人の工場で仕事を得た。国民連合の党員も増加し。約7000人の志願兵がドイツ軍と共に東部戦線で戦い800人から1000人が戦死した。9000人以上の女性がドイツ人との間に子供をもうけた。
しかし、国民はノルウェーのナチス化を拒否し、ストライキ、ボイコット、レジスタンス活動で抵抗した。戦後、対独協力者に対する大規模な訴追が始まり、約5万3千人が反逆罪の判決を受け約2万3千人が投獄された。12人のドイツ人とともに25人のノルウェー人が処刑された。